# Tramvajski prijevoz u Zagrebu
Tramvajski prijevoz glavni je oblik javnog prijevoza u Zagrebu. Uveden je 1891. godine, kada su tramvajska kola vukli konji. Godine 1910. tramvajska je mreža elektrificirana, a konjski su tramvaji ukinuti. Danas tramvajsku mrežu čini 116,3 km pruga, a prijevoz se odvija na petnaest dnevnih i četiri noćne linije. Podružnica Zagrebački električni tramvaj (ZET) Zagrebačkog holdinga je javni prijevoznik koji organizira i održava uslugu javnog tramvajskog prijevoza.

## Povijesni razvoj

### Konjski tramvaj
Naglom urbanizacijom Zagreba potkraj 19. stoljeća javila se potreba za uvođenjem organiziranog javnog gradskog prijevoza. Iako su još 1844. uvedene prve konjske omnibusne linije, one su bile sezonske naravi i služile za prijevoz putnika do gradskih kupališta ili za potrebe prijevoza gostiju od željezničke stanice do ondašnjih zagrebačkih hotela. O potrebi uvođenja konjskog tramvaja, gradski su oci počeli raspravljati 1885. godine, a ideja je postala aktualna 1887., kad je francuski inženjer Raoul Pierre Alexandre Gautier predložio gradskom poglavarstvu uvođenje konjskog tramvaja od Zagreba do Samobora. Zbog nedostatka sredstava Gautier je promijenio plan i predložio gradnju pruge u Zagrebu. Koncesiju za gradnju pruge konačno je dobio 7. ožujka 1891., ali nije započeo njezinu gradnju, već je uz pristanak gradske općine prenio svoja prava i obveze na Društvo zagrebačkih građana. Gradnja jednokolosiječne tramvajske pruge počela je 11. svibnja 1891. godine.
Konjski tramvaj pušten je u promet 5. rujna 1891. godine. Širina kolosijeka iznosila je 760 mm, a ukupna prometna duljina pruga oko 8 km. Pruga je bila izgrađena od Mitnice u Vlaškoj ulici (današnji Kvaternikov trg), Vlaškom, Draškovićevom i Jurišićevom preko Jelačićeva trga, Ilicom do Vodovodne ulice (Pivovara) uz odvojak Kolodvorskom cestom (današnjom Ulicom Republike Austrije) do Južnog (današnjeg Zapadnog) kolodvora i uz odvojak Frankopanskom ulicom i Savskom cestom do Savskog mosta. Sljedeće je godine, izgradnjom novog kolodvora Državnih željeznica (današnjeg Glavnog kolodvora), sagrađen odvojak tramvajske pruge od Jelačićeva trga do novog kolodvora. Pruga je imala mimoilaznice na važnijim stajalištima.
Tramvajski je vozni park 1891. obuhvaćao 10 zatvorenih i šest otvorenih (ljetnih), a do 1910. broj kola porastao je na 38. Kola su bila izgrađena u tvornici Weitzer u Grazu, duga 5 m, široka 1,80 m i visoka 2,50 m. Prosječna brzina tramvajskih kola koje je vukao konj bila je 7,5 km/h. Remiza je, s konjskom stajom i upravnom zgradom, bila na mjestu današnjeg Tehničkog muzeja.
Konjski su tramvaji u to vrijeme nosili nadimke »konjka« i »filoksera«. Potonji se, prema navodima novinara Krešimira Kovačića, proširio i zadržao kao šaljivi naziv kojemu nije bilo poznato porijeklo.

### Električni tramvaj
Prijevoz na prvoj pruzi električnog tramvaja svečano je otvoren 18. kolovoza 1910. godine. Konjski se tramvaj zadržao još godinu dana, do potpunog dovršenja mreže električnog tramvaja.

## Tramvajska mreža
Razvoj zagrebačke tramvajske mreže započet je 11. svibnja 1891., kad je započela izgradnja jednokolosiječne tramvajske pruge širine kolosijeka 760 mm. Pruga, kojom je 5. rujna 1891. pušten u promet konjski tramvaj, protezala se od današnjega Kvaternikovog trga (tadašnje Mitnice u Vlaškoj ulici), Vlaškom, Draškovićevom, Jurišićevom ulicom preko Jelačićeva trga te Ilicom do Južnoga (danas Zapadnog) kolodvora. Pruga je imala odvojak do Savskog mosta kroz Frankopansku i Savsku. Od tada do danas mreža se proširila na ukupno 116 346 km po kojoj se tramvajski prijevoz redovno odvija. Od 1910. godine širina kolosijeka je 1000 mm. Mreža se u nekoliko navrata širila (posljednje je širenje bilo 2000. godine puštanjem u promet dionica Dubrava – Dubec i Jarun – Prečko), a neke su dionice pruga ukinute.
Tramvajski prsten u Novom Zagrebu izgradilo je hrvatsko građevinarsko poduzeće GRO Vladimir Gortan.
| Puštanje u promet pojedinih dionica pruga (do 1910. pruga za konjski tramvaj) | Puštanje u promet pojedinih dionica pruga (do 1910. pruga za konjski tramvaj)                                                  |
| ----------------------------------------------------------------------------- | --- |
| 1891.                                                                         | Vodovodna / Zapadni kolodvor – Jelačićev Trg – Kvaternikov trg (prvotna širina kolosjeka 760 mm, od 1910. 1000 mm)             |
| 1891.                                                                         | Savski Most – Frankopanska / Ilica (prvotna širina kolosjeka 760 mm, od 1910. 1000 mm)                                         |
| 1892.                                                                         | Jelačićev Trg – Glavni kolodvor (kod hotela Esplanade) (prvotna širina kolosjeka 760 mm, od 1910. 1000 mm)                     |
| 1892.                                                                         | Kvaternikov trg – Maksimir (prvotna širina kolosjeka 760 mm, od 1910. 1000 mm)                                                 |
| 1910.                                                                         | Zapadni kolodvor – Draškovićeva (Klaićevom i Hebrangovom ulicom)                                                               |
| 1910.                                                                         | Vodovodna – Črnomerec |
| 1911.                                                                         | Jelačićev trg – Kaptol – Nova Ves – Gupčeva zvijezda – Mirogoj                                                                 |
| 1924.                                                                         | Draškovićeva – Branimirova |
| 1926.                                                                         | Kvaternikov trg – Sajmište (Heinzelovom ulicom)                                                                                |
| 1928.                                                                         | Branimirova – Draškovićeva – Sigečica (Branimirovom ulicom)                                                                    |
| 1931.                                                                         | Vlaška – Draškovićeva – Ribnjak – Medveščak – Gupčeva zvijezda                                                                 |
| 1933.                                                                         | Gupčeva zvijezda – Jandrićeva                                                                                                  |
| 1935.                                                                         | Draškovićeva – Harambašićeva (Zvonimirovom ulicom)                                                                             |
| 1935.                                                                         | Savska cesta – Ljubljanica (današnjom Tratinskom i Ozaljskom ulicom)                                                           |
| 1942.                                                                         | Maksimir – Dubrava |
| 1945.                                                                         | spojnica Glavni kolodvor – Savska cesta (Mihanovićevom i Vodnikovom ulicom)                                                    |
| 1946.                                                                         | spojnica Draškovićeva – Trga žrtava fašizma (Mislavovom ulicom)                                                                |
| 1947.                                                                         | spojnica Zapadni kolodvor – Savska cesta (Jagićevom i Jukićevom ulicom)                                                        |
| 1948.                                                                         | Jandrićeva – Mihaljevac |
| 1949.                                                                         | Savska cesta – Heinzelova (Vukovarskom ulicom)                                                                                 |
| 1950.                                                                         | Mihaljevac – Dolje |
| 1950.                                                                         | Heinzelova – Žitnjak |
| 1961.                                                                         | Branimirova (Sigečica) – Kvaternikov Trg (Šubićevom ulicom)                                                                    |
| 1962.                                                                         | Branimirova (Sigečica) – Držićeva                                                                                              |
| 1963.                                                                         | Harambašićeva – Borongaj |
| 1979.                                                                         | Držićeva – Zapruđe – Sopot |
| 1985.                                                                         | Savski most – Sopot (završetak tzv. novozagrebačkog prstena)                                                                   |
| 1987.                                                                         | Savski most – Jarun (Selskom i Horvaćanskom cestom)                                                                            |
| 1990.                                                                         | Žitnjak – Savišće |
| 2000.                                                                         | Dubrava – Dubec |
| 2000.                                                                         | Jarun – Prečko |
| Ukinuće pojedinih pruga                                                       | |
| 1926.                                                                         | Zapadni kolodvor – Draškovićeva (promet obustavljen još 1924. zbog nerentabilnosti)                                            |
| 1931.                                                                         | Jelačićev trg – Kaptol – Nova Ves – Gupčeva zvijezda (nakon izgradnje dionice Vlaška – Ribnjak – Medveščak – Gupčeva zvijezda) |
| 1954.                                                                         | Kvaternikov trg – Sajmište |
| 1967.                                                                         | Gupčeva zvijezda – Mirogoj (nakon nesreće 31. listopada 1954. promet obustavljen do 1964., konačno prekinut 15. svibnja 1967.) |

Razvojem tramvajske mreže bilo je potrebno urediti tramvajska okretišta na krajnjim odredištima. Danas se tramvajska okretišta nalaze na odredištima tramvajskih linija:
| Arena Zagreb ** Borongaj Črnomerec Dubec Dubrava Gračansko dolje Heinzelova** Jarun** Kvaternikov trg Ljubljanica | Maksimir Mihaljevac Prečko Savišće Savski most Sopot Trg žrtava fašizma** Zapadni kolodvor Zapruđe Žitnjak |

** pomoćna okretišta koja se ne nalaze na krajnjim postajama linija. Okretišta Heinzelova i Jarun ostatci su nakon produžetka pruge, odnosno širenja tramvajske mreže. Koriste se u iznimnim situacijama (kraćenja zbog zastoja, radova i sl.).

## Tramvajska infrastruktura i signalizacija
Širina kolosijeka je 1000 mm. Napon kontaktne mreže iznosi 600 V. Skretnica je u gradu 174, a tramvajskih stajališta 255.

### Prometni znakovi
U tramvajskom prometu postoje posebni prometni znakovi.
|                          |                                      |                  |
| Ograničenje brzine       | Prestanak važećeg ograničenja brzine | Najava skretnice |
|                          |                                      |                  |
| Skretnički kontakt       | Rasklopac                            | Pružna sklopka   |
|                          |                                      |                  |
| Obavezno kočenje motorom |                                      |                  |

### Semafori
Na raskrižjima s tramvajskim i cestovnim prometom, uz semafore za cestovni promet postavljeni su i posebni semafori za tramvajski promet koji vozaču tramvaja signaliziraju mogućnost prolaza raskrižjem. Tramvajski semafor ima najmanje dva svjetla, no može i više, ovisno o tome koliko je skretnica položeno u raskrižju.

## Vozni park
Vozni park ZET-a sastoji se od 277 tramvajskih vozila (od čega 142 niskopodna).Vozni je park raznovrstan i obuhvaća više tipova tramvaja različitih proizvođača. Radnim je danom u prometu 187 tramvajskih motornih kola i 84 prikolice.
| Tipovi tramvaja u Zagrebu                      | Tipovi tramvaja u Zagrebu | Tipovi tramvaja u Zagrebu | Tipovi tramvaja u Zagrebu                                | Tipovi tramvaja u Zagrebu |
| Naziv                                          | Slika                     | Aktivan?                  | Pušten u promet                                          | Zanimljivosti |
| ---------------------------------------------- | ------------------------- | ------------------------- | -------------------------------------------------------- | --- |
| Ganz-Mavag T-50                                |                           | NE                        | 1910.                                                    | Prvi električni tramvaj u Zagrebu. Kasnije su pregrađeni u prikolice tzv. Pagode |
| Ganz-Mavag T-70                                |                           | NE                        | 1911.                                                    | |
| M-22                                           |                           | NE                        |                                                          | Motorna kola proizvedena u ZET-u, a projektirao ih je dipl. ing. Dragutin Mandl. Imala su drveni kostur. |
| M-24                                           |                           | NE                        |                                                          | Danas su sačuvana dva tipa kola s prikolicom Pagodom. Kola 11 su eksponat Tehničkog muzeja, a kola 88 služe za turističke vožnje. |
| TMK 100                                        |                           | NE                        |                                                          | Prototip. |
| TMK 101 nadimak: Stojadin, Đuro                |                           | do 2008.                  | 1951.                                                    | Dvoosovinski tramvaji koje je proizvodio Đuro Đaković, a prva tri prototipa su proizvedena u ZET-ovoj radionici. Uvođenjem u promet niskopodnih tramvaja TMK 2200 postupno se povlače iz prometa.                                                 |
| TMK 200                                        |                           | do 1993.                  | 1966.                                                    | Prototip zglobnog šestoosovinskog tramvaja, prvi takve vrste u Zagrebu. |
| TMK 1Z (tip 201) nadimak: Bik                  |                           | do 2025.                  | 1973. – 1974.                                            | Četveroosovinski tramvaji koje je proizvodio Đuro Đaković. |
| Tatra T4YU (tip 401) nadimak: Čeh              |                           | DA                        | 1976. – 1982.                                            | Proizvedeni u Čehoslovačkoj |
| Tatra KT4YU (tip 301) nadimak: Katica          |                           | DA                        | 1985. – 1986.                                            | Zglobni tramvaji čehoslovačke proizvodnje |
| Tatra KT4YUt (GB 351) inačica                  |                           | DA                        | 1986.                                                    | Inačica KT4YU tramvaja s tiristorima TV3, postoji samo jedan primjerak u Zagrebu. |
| JZT-1 (TMK 900) nadimak: Tenk                  |                           | do 2007.                  | 1990.                                                    | Prototip tramvaja izrađen u tvornici Đuro Đaković 1990. godine. Povučen iz službe zbog teško nabavljivih dijelova. |
| Düwag GT-6 (tip 901) nadimak: Genšer ili Švabo |                           | NE                        | 1995. – 1996.                                            | Rabljeni tramvaji nabavljeni iz Mannheima. |
| Düwag GT-6 Mannheimer (tip 941): inačica       |                           | NE                        | 1996. – 1997.                                            | Rabljeni tramvaji nabavljeni iz Mannheima. |
| TMK 2100                                       |                           | DA                        | 1994. (prototip 2101) 1997. – 2002.                      | Ukupno je proizvedeno 16 dvozglobnih osamosovinskih tramvaja. Proizvođači su Končar i TŽV Gredelj. Za izradu su korištene prikolice TP-4 i TP 1-Z i motorna kola TMK 201, od kojih su, između ostaloga, ugrađeni prenosnici snage i vučni motori. |
| TMK 2200 nadimak: Zeko                         |                           | DA                        | 2005. – 2007. (prva serija) 2008. – 2010. (druga serija) | Niskopodni tramvaj konzorcija Crotram. Isporučeni u dvije serije po 70 vozila. Serije se razlikuju po rasporedu sjedala u putničkom prostoru. |
| TMK 2200K (TMK 2300) nadimak: Shorty           |                           | DA                        | krajem 2009.                                             | Kraća inačica TMK 2200. |
| Adtranz GT6M (tip 1001)                        |                           | DA                        | prosinac 2023. – danas                                   | Rabljeni tramvaji iz Augsburga. Prvi od 11 tramvaja je došao u Zagreb u prosincu 2023., a do početka 2025. došlo je njih šest. |
| TMK 2400                                       |                           | DA                        | ožujak 2025. – danas                                     | Prvi od 40 novih kraćih tramvaja došao je u ZET 4. veljače 2025. |
| Prikolice                                      |                           |                           |                                                          | |
| TP 591                                         |                           | do 2008.                  | 1951.                                                    | Prikolice za TMK 101 i TMK 201. Više ne voze. |
| TP 701                                         |                           | do 2025.                  | 1973. – 1974.                                            | Prikolice za TMK 101 i TMK 201. Više ne voze. |
| Tatra B4YU (tip 801)                           |                           | DA                        | 1976. – 1982.                                            | Prikolice za tip tramvaja Tatra T4. |

- Teretni tramvaj s ralicom i teretnom prikolicom
- Tramvaj brusilica B2-II

Pomoćni tramvaji su:
- tramvaj brusilica Tip B2 (2)
- ralice (5)
- teretni tramvaj s prikolicama – prerađeni M-24 (2 + 7)

Tramvaji su smješteni u dva tramvajska pogona – Dubrava i Trešnjevka.
Prema planovima razvoja, tramvajski vozni park ZET-a za nekoliko će se godina povući stariji tipovi tramvaja. Vozni park bi trebala obuhvaćati kola tipa: TMK 2100, TMK 2200, TMK 2200-K i osuvremenjeni KT4.
14. rujna 2023. potpisan je ugovor o kupnji 11 rabljenih tramvaja tipa Adtranz GT6M iz Augsburga, uz nabavku novog tipa niskopodnog tramvaja TMK 2400 do 2025.

## Tramvajske linije
Tramvajske linije tijekom vremena su se ukidale ili su bile uvođene nove. Današnji sustav tramvajskih linija uveden je početkom 1980-ih godina, uz neke kasnije izmjene (najznačajnija promjena je ukidanje linije broj 16: Črnomerec – Jukićeva – Savska – Velesajam – Zapruđe početkom 1990-ih). Trenutno prometuje petnaest dnevnih i četiri noćne tramvajske linije, koje prometuju od 00:00 do 04:00 sata. Povremeno tramvajske linije mjenjaju trasu zbog radova na pruzi ili njezinoj rekonstrukciji (obično ljeti). Također su moguće i dnevne privremene i povremene promjene trasa linija, koje se događaju zbog nekog izvanrednog događaja (npr. prometna nesreća, veći kvar, nestanak električne struje, i dr.) i tada tramvaji voze zaobilazno. Noćne linije tramvajskog prometa često se zamjenjuju autobusima zbog održavanja mreže.
Povremeno se u promet uvode izvanredne linije (npr. linija 18, 19 i sl.), iako rijetko i privremeno, obično prilikom rekonstrukcije pruga.
Tramvajske linije su označene brojkom na ploči ili displeju na prednjem i stražnjem dijelu tramvaja, te s desne bočne strane tramvaja. Na jednoj tramvajskoj liniji prometuje više tramvaja, a svaki tramvaj ima svoj vozni red (broj voznog reda tramvaja označen je na displeju ili metalnoj pločici s vozačeve lijeve strane). Vremenski slijed između pojedinih tramvaja na istoj liniji u pravilu iznosi nekoliko minuta, a ovisi o tome radi li se o dnevnoj ili noćnoj liniji, danu u tjednu (radni dan ili subota i nedjelja), kao i o dobu dana, te prosječnom broju putnika na liniji.
U Zagrebu postoje dva depoa:
- Trešnjevka (linije 1, 2, 3, 5, 9, 11, 12, 17, 32, 34)
- Dubrava (linije 4, 6, 7, 8, 11, 13, 14, 15, 31, 33)

### Dnevne linije
| Br. | Od               | Preko                                                           | Do              | Napomene                                             |
| --- | ---------------- | --------------------------------------------------------------- | --------------- | ---------------------------------------------------- |
| 1   | Zapadni kolodvor | Trg bana Josipa Jelačića                                        | Borongaj        | Ne prometuje vikendom, blagdanima niti ljeti         |
| 2   | Črnomerec        | Glavni kolodvor, Autobusni kolodvor                             | Savišće         | Neki polasci prometuju skraćeno do Žitnjaka          |
| 3   | Ljubljanica      | Ulica grada Vukovara                                            | Savišće         | Ne prometuje vikendom, blagdanima niti ljeti         |
| 4   | Savski most      | Glavni kolodvor                                                 | Dubec           |                                                      |
| 5   | Prečko           | Ulica grada Vukovara, Autobusni kolodvor                        | Park Maksimir   |                                                      |
| 6   | Črnomerec        | Trg bana Josipa Jelačića, Glavni kolodvor, Autobusni kolodvor   | Sopot           |                                                      |
| 7   | Savski most      | Velesajam, Autobusni kolodvor                                   | Dubrava         | Neki polasci prometuju skraćeno od Dubrave do Sopota |
| 8   | Mihaljevac       | Autobusni kolodvor                                              | Zapruđe         | Ne prometuje vikendom, blagdanima niti ljeti         |
| 9   | Ljubljanica      | Glavni kolodvor                                                 | Borongaj        |                                                      |
| 11  | Črnomerec        | Trg bana Josipa Jelačića                                        | Dubec           |                                                      |
| 12  | Ljubljanica      | Trg bana Josipa Jelačića                                        | Dubrava         |                                                      |
| 13  | Žitnjak          | Ulica grada Vukovara, Trg bana Josipa Jelačića, Glavni kolodvor | Kvaternikov trg |                                                      |
| 14  | Mihaljevac       | Trg bana Josipa Jelačića, Velesajam                             | Zapruđe         |                                                      |
| 15  | Mihaljevac       | Gračani                                                         | Gračansko Dolje |                                                      |
| 17  | Prečko           | Trg bana Josipa Jelačića                                        | Borongaj        |                                                      |

### Noćne linije
| Br. | Od          | Preko                                     | Do          |
| --- | ----------- | ----------------------------------------- | ----------- |
| 31  | Črnomerec   | Zrinjevac, Velesajam                      | Savski most |
| 32  | Prečko      | Trg bana Josipa Jelačića                  | Borongaj    |
| 33  | Mihaljevec  | Glavni kolodvor, Ulica grada Vukovara     | Savišće     |
| 34  | Ljubljanica | Trg bana Josipa Jelačića, Glavni kolodvor | Dubec       |

### Muzejska linija
Na liniji 21 (Ljubljanica – Glavni kolodvor – Trg žrtava fašizma – Trg bana Josipa Jelačića – Ljubljanica) danas prometuju muzejski primjerci tramvajskih kola M-24 i TMK 100 s prikolicama. Linija prometuje prigodnim danima poput Praznika rada 1. svibnja i Dana Grada Zagreba 31. svibnja te u sklopu manifestacije Dani otovrenih vrata ZET-a, a vožnja linijom je besplatna.
Linija ipak ima i dugu povijest na relaciji Mihaljevac – Gračansko dolje, gdje je prometovala do 1980-ih godina.

### Ukinute linije
| Br. | Napomena | Napomena | Napomena | Napomena | Napomena |
| --- | --- | --- | --- | --- | --- |
| 10  | Ukinuta 1982. godine. Nakon ukidanja prometovala kao izvanredna linija.                                                                     | Ukinuta 1982. godine. Nakon ukidanja prometovala kao izvanredna linija.                                                                     | Ukinuta 1982. godine. Nakon ukidanja prometovala kao izvanredna linija.                                                                     | Ukinuta 1982. godine. Nakon ukidanja prometovala kao izvanredna linija.                                                                     | Ukinuta 1982. godine. Nakon ukidanja prometovala kao izvanredna linija.                                                                     |
| 16  | Ukinuta ranih 1990-ih godina. | Ukinuta ranih 1990-ih godina. | Ukinuta ranih 1990-ih godina. | Ukinuta ranih 1990-ih godina. | Ukinuta ranih 1990-ih godina. |
| 18  | Prometovala sredinom 20. stoljeća, nepoznato kad je uvedena, a ukinuta je do 1958. godine. U novije doba prometovala kao izvanredna linija. | Prometovala sredinom 20. stoljeća, nepoznato kad je uvedena, a ukinuta je do 1958. godine. U novije doba prometovala kao izvanredna linija. | Prometovala sredinom 20. stoljeća, nepoznato kad je uvedena, a ukinuta je do 1958. godine. U novije doba prometovala kao izvanredna linija. | Prometovala sredinom 20. stoljeća, nepoznato kad je uvedena, a ukinuta je do 1958. godine. U novije doba prometovala kao izvanredna linija. | Prometovala sredinom 20. stoljeća, nepoznato kad je uvedena, a ukinuta je do 1958. godine. U novije doba prometovala kao izvanredna linija. |
| 20  | Prometovala 20. – 24. travnja 2009. u sklopu projekta Civitas-Elan.                                                                         | Prometovala 20. – 24. travnja 2009. u sklopu projekta Civitas-Elan.                                                                         | Prometovala 20. – 24. travnja 2009. u sklopu projekta Civitas-Elan.                                                                         | Prometovala 20. – 24. travnja 2009. u sklopu projekta Civitas-Elan.                                                                         | Prometovala 20. – 24. travnja 2009. u sklopu projekta Civitas-Elan.                                                                         |
| Br. | Od | Preko | Do | Napomena | Izvor |
| 25  | Črnomerec | Trg Republike, Gl. kolodvor | Maksimir | Bivša noćna linija, aktivna 1953., ukinuta 1980-ih reorganizacijom prometa.                                                                 | [ 5 ] [ 6 ] |
| 25  | Črnomerec | Trg Republike, Gl. kolodvor, Draškovićeva                                                                                                   | Dubrava | Bivša noćna linija, aktivna 1953., ukinuta 1980-ih reorganizacijom prometa.                                                                 | [ 5 ] [ 6 ] |
| 27  | Kvaternikov trg | Šubićeva, Gl. kolodvor, Trg Republike, Ul. proleterskih brigada (Vukovarska ul.)                                                            | Žitnjak | Bivša noćna linija, ukinuta 1980-ih reorganizacijom prometa.                                                                                | [ 5 ] [ 6 ] |
| 30  | Rade Končara | Trg Republike | Zvijezda | Bivša noćna linija, aktivna 1953., ukinuta 1980-ih reorganizacijom prometa.                                                                 | [ 5 ] [ 6 ] |
| 30  | Ljubljanica | Trg Republike, Gl. kolodvor, Draškovićeva                                                                                                   | Mihaljevac | Bivša noćna linija, aktivna 1953., ukinuta 1980-ih reorganizacijom prometa.                                                                 | [ 5 ] [ 6 ] |

## Sustav naplate prijevoza
Vrste karata prilagođene su putnicima koji se prijevozom koriste svakodnevno, ali i onima koji tek povremeno putuju tramvajima i autobusima ZET-a.